# Michael Robert Maas
Michael Robert Maas (* 24. April 1951) ist ein US-amerikanischer Althistoriker.

## Leben
Er erwarb den B.A. an der Cornell University, Juni 1973, Double-Degree in Anthropologie und Klassischer Altertumswissenschaft, den M.A. in Alter Geschichte und Mittelmeerarchäologie an der University of California, Berkeley Dezember 1975 und den Ph.D. in Alter Geschichte und Mittelmeerarchäologie an der University of California, Berkeley im Dezember 1982 mit der Dissertation: Innovation and Restoration in Justinianic Constantinople bei Peter Robert Lamont Brown. Er lehrt an der Rice University, wo er 1984–1991 Associate Professor 1991–2003 und Assistant Professor am Department of History war, seit 2003 ist er Professor am Department of History;.
Seine Forschungsinteressen sind antikes Griechenland, Rom, Spätantike und Frühbyzanz.

## Schriften (Auswahl)
- John Lydus and the Roman Past. Antiquarianism and Politics in the Age of Justinian. London 1992, ISBN 0-415-06021-4.
- Exegesis and empire in the early Byzantine Mediterranean. Junillus Africanus and the „Instituta regularia divinae legis“. Tübingen 2003, ISBN 3-16-148108-9.
- Readings in late antiquity. A sourcebook. London 2010, ISBN 0-415-47336-5.
- als Herausgeber: The Cambridge companion to the age of Attila. New York 2015, ISBN 1-107-02175-8.